# Rossa (cantante)
Rossa o Dato' Rossa, pseudonimo di Rossa Roslaina Sri Handayani (Sumedang, 9 ottobre 1978), è una cantante indonesiana.

## Discografia

### Album in studio
- 1988 – Untuk Sahabatku
- 1996 – Nada Nada Cinta
- 1999 – Tegar
- 2002 – Kini
- 2004 – Kembali
- 2008 – Rossa
- 2010 – Harmoni Jalinan Nada & Cerita
- 2014 – Love, Life & Music

### Raccolte
- 2006 – Yang Terpilih
- 2011 – The Best of Rossa
- 2013 – Platinum Collection